# Je Csien-jing
Je Csien-jing (hagyományos kínai írással: 葉劍英, egyszerűsített kínai írással: 叶剑英; angol nyelvterületen Ye Jianying; Kuangtung, 1897. április 28. – Peking, 1986. október 22.) kínai politikus, 1978 és 1983 között a Kínai Népköztársaság elnöke.

## Fényképek

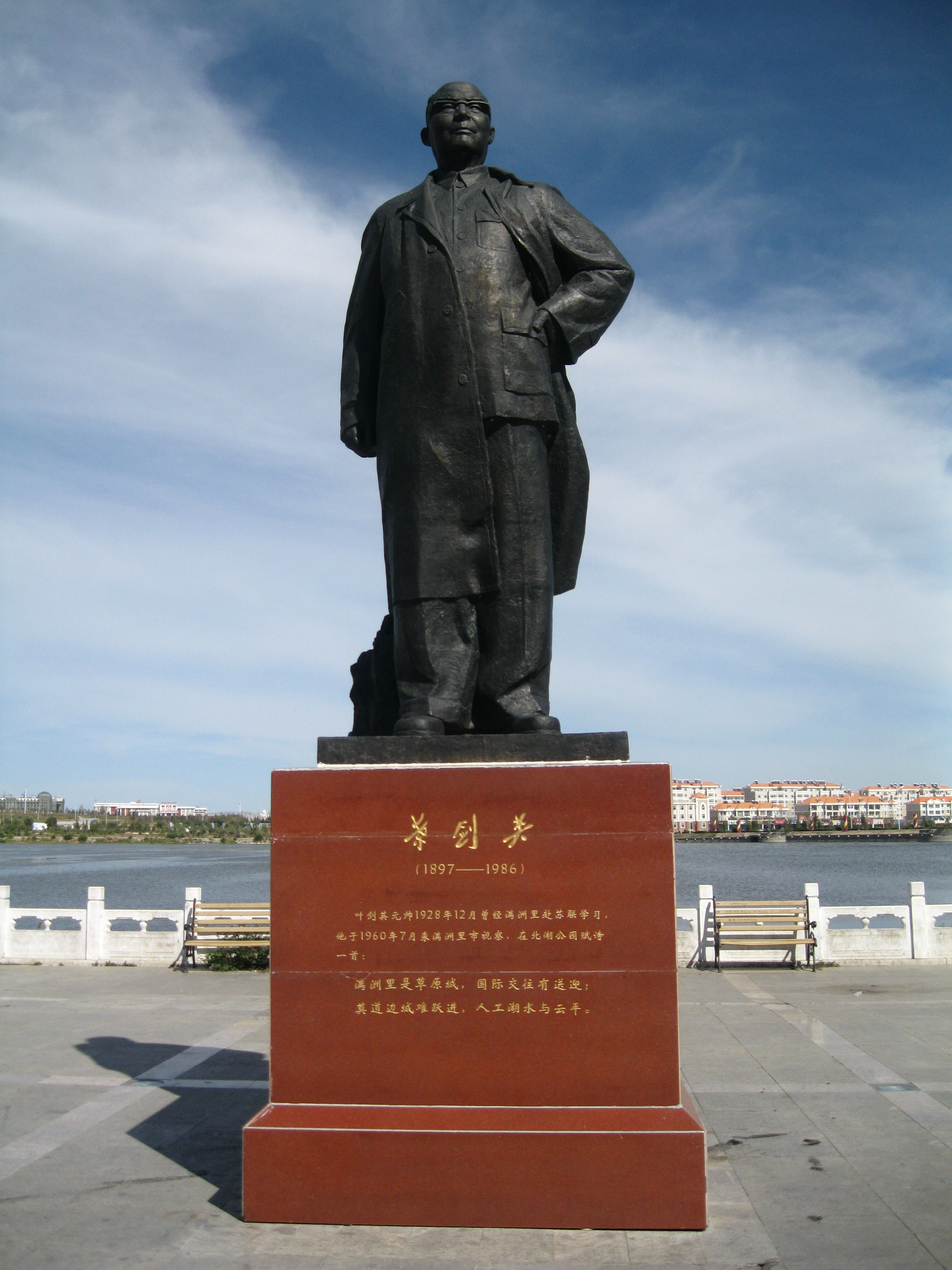
Szobra Manzuliban
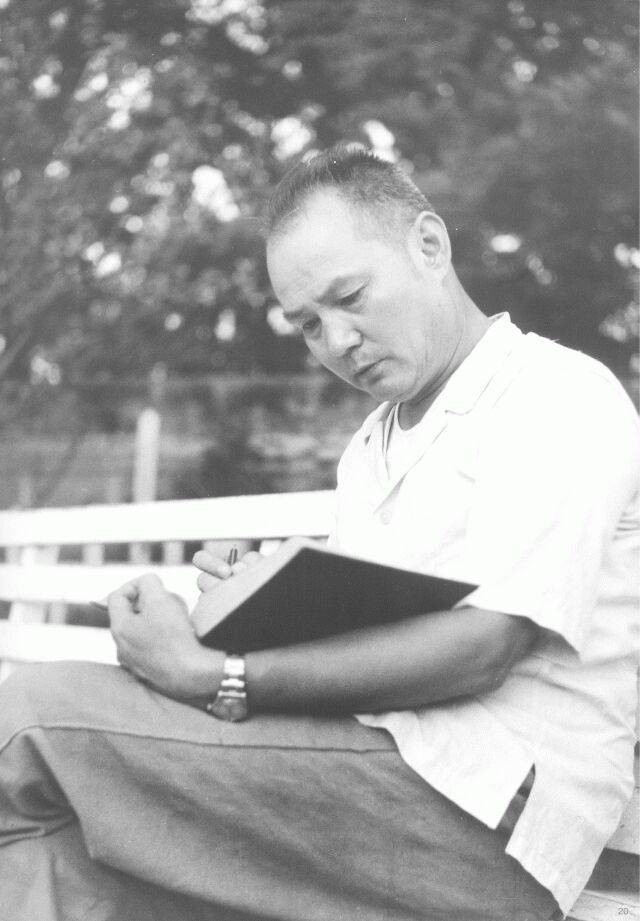
1949-ben
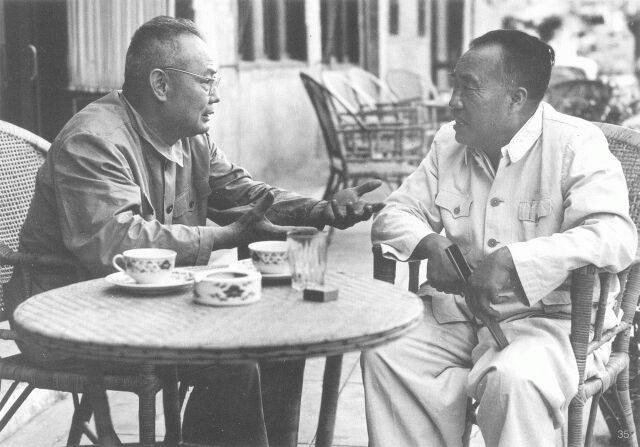
Csu Te és Je Csien-jing
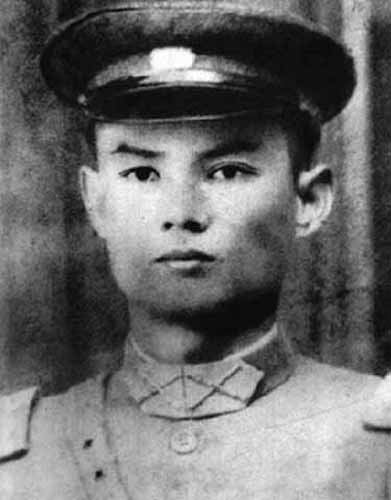
1925-ben
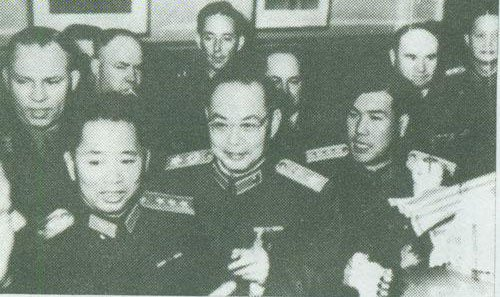
Liu Ja-louval Moszkvában, 1957
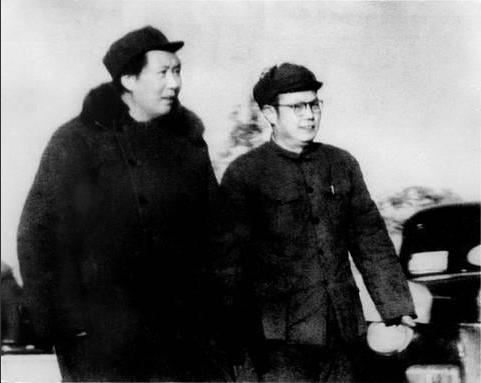
Mao Ce-tunggal

## Fordítás
- Ez a szócikk részben vagy egészben  a   Ye Jianying című angol Wikipédia-szócikk ezen változatának fordításán alapul.  Az eredeti cikk szerkesztőit annak laptörténete sorolja fel. Ez a jelzés csupán a megfogalmazás eredetét és a szerzői jogokat jelzi, nem szolgál a cikkben szereplő információk forrásmegjelöléseként.
- Ez a szócikk részben vagy egészben  a   Ye Jianying című spanyol Wikipédia-szócikk ezen változatának fordításán alapul.  Az eredeti cikk szerkesztőit annak laptörténete sorolja fel. Ez a jelzés csupán a megfogalmazás eredetét és a szerzői jogokat jelzi, nem szolgál a cikkben szereplő információk forrásmegjelöléseként.